# Dianthus freynii
Dianthus freynii är en nejlikväxtart som beskrevs av Vandas. Dianthus freynii ingår i släktet nejlikor, och familjen nejlikväxter. Inga underarter finns listade i Catalogue of Life.